# Henri-Marie Dondra
Henri-Marie Dondra (Bangui, 14 de agosto de 1966) é um banqueiro e político centro-africano, primeiro-ministro do país entre 2021 e 2022, nomeado pelo presidente Faustin-Archange Touadéra, após a renúncia do então primeiro-ministro, Firmin Ngrébada. Dondra foi nomeado chefe de governo por um decreto que entrou em vigor a partir da data de sua assinatura, em 11 de junho de 2021, anunciado, oficialmente por uma mensagem de rádio.
Entre 2016 e 2021, Dondra ocupou o cargo de Ministro das Finanças e Orçamento da República Centro-Africana.